# Atlantoraja castelnaui
Atlantoraja castelnaui is een vissensoort uit de familie van de Arhynchobatidae. De wetenschappelijke naam van de soort is voor het eerst geldig gepubliceerd in 1907 door Miranda Ribeiro.